# Isla San Gabriel
Die Isla San Gabriel ist eine im Río de la Plata gelegene uruguayische Insel.
Die etwa 24 Hektar große Insel befindet sich etwa 3 km von San Pedro entfernt in der Nähe von Colonia del Sacramento. An der nördlichen Seite der mit Bäumen bewachsen Isla San Gabriel befindet sich eine kleine Mole aus Zement, die es Booten mit bis zu 1,5 m Tiefgang dort ermöglicht, vor Anker zu gehen.
Am 28. Dezember 1995 wurde sie durch das Gesetz (Ley) 15.939 zum Nationalpark (Parque Nacional) erklärt. Im Dezember 2005 erfolgte dann gemeinsam mit der Isla Farallón die Ernennung zum Monumento Histórico Nacional.